# 4438 Sykes
A 4438 Sykes (ideiglenes jelöléssel 1983 WR) a Naprendszer kisbolygóövében található aszteroida. Edward L. G. Bowell fedezte fel 1983. november 29-én.